# اثر دمبر
در فیزیک، اثر دِمبر (به انگلیسی: Dember effect) وقتی است که جریان الکترونی از یک کاتد {\displaystyle (I_{3})} که هم در معرض نور و هم بمباران الکترونی همزمان قرار می‌گیرد، از مجموع جریان فوتوالکتریک {\displaystyle (I_{1})} و جریان گسیل ثانویه {\displaystyle (I_{2})} بزرگتر باشد.

## پیشینه
این اثر که توسط هری دمبر (۱۸۸۲–۱۹۴۳) در سال ۱۹۲۵ کشف شد، به دلیل مجموع برانگیختگی‌های یک الکترون به دو روش است: روشنایی فوتونیک و بمباران الکترونی (یعنی مجموع دو تحریک الکترون را استخراج می‌کند). در مطالعه اولیه دمبر، او فقط به فلزات اشاره کرد. با این حال، مواد پیچیده‌تر از آن زمان مورد تحلیل قرار گرفته‌اند.

## اثر فوتوالکتریک
اثر فوتوالکتریک به دلیل روشنایی سطح فلز، الکترون‌ها را استخراج می‌کند (اگر انرژی فوتون بیشتر از تابع کار استخراج باشد) و الکترون‌هایی را که این فوتون‌ها انرژی برای استخراج ندارند، تحریک می‌کند.
در فرآیندی مشابه، بمباران الکترونی فلز، الکترون‌های داخل فلز را استخراج و تحریک می‌کند.
{\displaystyle I_{3}-I_{2}-I_{1}=I_{4}\,}
اگر کسی در نظر بگیرد {\displaystyle I_{1}} ثابت و {\displaystyle I_{2}} افزایش می‌یابد، می‌توان مشاهده کرد که {\displaystyle I_{4}} حداکثر حدود ۱۵۰ برابر {\displaystyle I_{1}} دارد.
از سوی دیگر با توجه به {\displaystyle I_{2}} ثابت و شدت روشنایی  {\displaystyle I_{2}} {\displaystyle I_{4}} افزاینده، جریان متمم، تمایل به اشباع دارد. این به دلیل استفاده در اثر فوتوالکتریک از تمام الکترون‌های برانگیخته شده (به اندازه کافی) توسط الکترون‌های اولیه {\displaystyle I_{1}} است. .

## مطالعه بیشتر
- Gurevich, Yu.G.; Meriuts, A.V. (2013). "Dember effect: Problems and solutions". Physics Letters A. 377 (38): 2673–2675. Bibcode:2013PhLA..377.2673G. doi:10.1016/j.physleta.2013.08.003. ISSN 0375-9601.